# China (Kagoshima)
China (jap. 知名町 China-chō) – miasto w Japonii, w prefekturze Kagoshima, na wyspie Okinoerabujima. Według danych na rok 2020 miejscowość zamieszkiwało 5 750 mieszkańców , a gęstość zaludnienia wyniosła 107,9 os./km².